# Tornahorváti
Tornahorváti (szlovákul: Chorváty) község Szlovákiában, a Kassai kerület Kassa-környéki járásában.

## Fekvése
Kassától 35 km-re délnyugatra, a magyar határ mellett található.

## Története
1273-ban „Horuati" néven IV. László király adománylevelében említik először, a név valószínűleg a falu egykori horvát telepeseire utal. 1567-ben puszta volt, ekkor Szádvár uradalmához tartozott. Később a Keglevich és Zichy családok birtokolták. A falu fatemploma már 1648-ban állt, ennek helyére építették a mai templomot.
A 18. század végén Vályi András így ír róla: „HORVÁTI. Horvácsik. Tót falu Torna Várm. földes Ura G. Keglevics Uraság, lakosai katolikusok, és oroszok, fekszik Boldva vize partyán Tornához 2/4 mértföldnyire, Hidvég Ardónak filiája, ki pusztíttatván hajdan az Ozmanok, és Tatárok által, sokáig pusztán állótt, mig G. Keglevits Uraság, mostani lakosaival új életre nem hozatta, földgye termékeny, réttye kétszer kaszáltatik, legelője elég, fája tűzre, és épűletre van."
1828-ban 187 ház állt a településen, melynek vegyes magyar-ruszin lakossága volt.
Fényes Elek 1851-ben kiadott geográfiai szótárában így ír a faluról: „Horváthi, orosz-magyar falu, Abauj-Torna vmegyében, Tornához délre 1/2 órányira: 101 romai, 294 g. kath., 73 ref. lak. Görög. k. anyaszentegyház. Termékeny határát a Bodva nedvesíti; rétjei kétszer kaszálhatók; erdeje elég. F. u. gr. Keglevich. Ut. p. Rozsnyó."
Borovszky monográfiasorozatának Abaúj-Torna vármegyét tárgyaló része szerint: „Horváti, 54 házzal, 281 magyar lakossal. Postája Hidvég-Ardó, távirója Torna. Katholikus temploma volt már 1648-ban, de csak fatemplom volt. Ennek a helyére épült 1761-ben a ma is fennálló szentegyház. A községnek igen szép szürke márványbányája van. Földesurai az 50-es években, gróf Keglevich Zsigmond és gróf Zichy Ferraris Bódog voltak, jelenleg Dreher Antal."
A trianoni diktátumig Abaúj-Torna vármegye Tornai járásához tartozott. 1938 és 1945 között újra Magyarország része. A második világháborúban súlyos károkat szenvedett.
1964 és 1990 között Bódvavendégivel és Tornaújfaluval alkotott egy községet, melynek a Nová Bodva nevet adták. Ma ismét önálló község.

## Népessége
| Év:            | 1994. | 2004.    | 2014.   | 2024. |
| -------------- | ----- | -------- | ------- | ----- |
| Emberek száma: | 113   | 97       | 100     | 99    |
| Eltérés:       |       | -14,15 % | +3,09 % | -1 %  |

| Év:            | 2023. | 2024. |
| -------------- | ----- | ----- |
| Emberek száma: | 99    | 99    |
| Eltérés:       |       | +0 %  |

1910-ben 259-en, túlnyomórészt magyar anyanyelvűk lakták.
2001-ben 114 lakosából 87 magyar és 16 szlovák volt.
2011-ben 102 lakosából 76 magyar és 26 szlovák volt.

## Nevezetességei
- A Szeplőtelen Szűzanya tiszteletére szentelt, görögkatolikus temploma 1765-ben épült.